# Teodor Lubomirski
Il principe Teodor Józef Konstanti Lubomirski (1683 – Ujazdów, 6 febbraio 1745) è stato un nobile polacco.

## Biografia

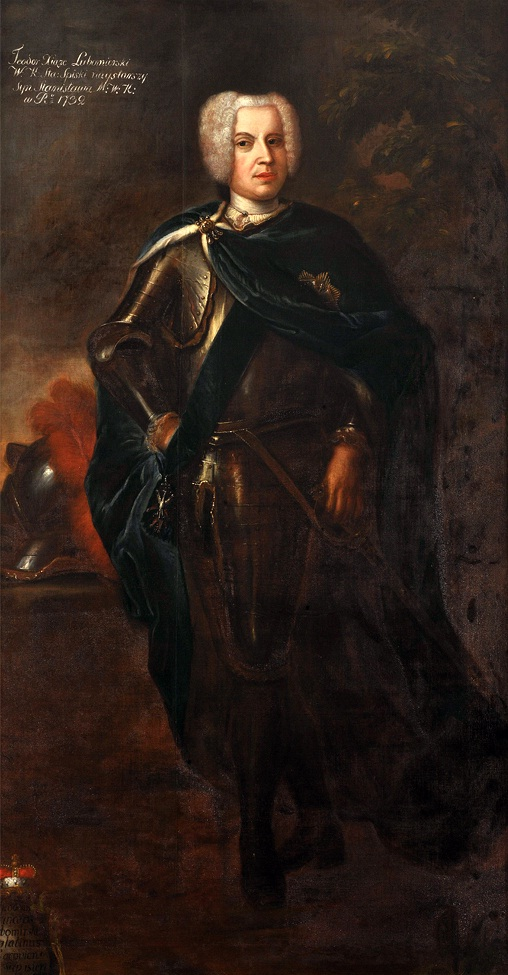
Ritratto del principe Teodor Lubomirski in abiti militari

Figlio di Stanisław Herakliusz Lubomirski e fratellastro di Elżbieta Helena Sieniawska, fu padre di Kasper Lubomirski, tenente generale dell'esercito russo.
Nel 1700 ricevette dal padre le rendite della ricca contea di Spiš, con le quali ad ogni modo anziché amministrare e fare fruttificare decise di fuggire all'estero, ritornando in Polonia solo dopo la morte di suo padre nel 1702. Dopo il suicidio di suo fratello Franciszek nel 1721, ereditò anche i possedimenti di Czerniaków e Ujazdów nei pressi di Varsavia.
Partecipò alle guerre del Nord contro Augusto II di Polonia, parteggiando apertamente per i filo-francesi e per Stanislao Leszczyński. Nel 1711, dopo che Augusto II venne confermato monarca in Polonia, ottenne il perdono formale e gli vennero restituiti i beni confiscatigli, rifiutandosi comunque di prendere parte alla vita pubblica del suo paese per quasi vent'anni. Nel 1721 si innamorò la scozzese Elżbieta Culler-Cuming, già sposata con il mercante di Cracovia Jan Kristicz, e prese a vivere ufficialmente con lei, sposandola infine nel 1724, ma questo indignò a tal punto le altre famiglie di magnati polacchi che Teodor si ritrovò da solo ed escluso dalla società.
Nel 1729 divenne parlamentare alla dieta polacca per la regione di Cracovia, venendo rieletto l'anno successivo. Nel 1732 venne prescelto quale voivoda di Cracovia. Nel 1736 venne nominato senatore ed il 4 dicembre di quello stesso anno venne elevato al rango militare di feldmaresciallo, ottenendo il comando del 2º reggimento corazzieri.
Trascorse molto tempo all'estero, in particolare a Vienna dove a partire dal 1740 acquistò diversi possedimenti. Il 10 luglio 1737 si rese protagonista della firma di un concordato tra Santa Sede e Polonia, ma si oppose all'idea del governo di aumentare il numero degli uomini in servizio nell'esercito.
Alla fine della sua vita ebbe una vera e propria crisi devozionale che si rifletté nell'erezione di una via crucis in 33 cappelle presso la chiesa di Ujazdów, nella costruzione di una chiesa a Boguchwał, di una chiesa e un monastero domenicani a Łańcut. Malato da tempo di gotta, morì a Ujazdów nel 1745. Fu sepolto nella chiesa di Sant'Antonio da Padova a Czerniaków. Sua figlia Anna si trasferì con la madre a Vienna e sposò il magnate ungherese conte Mikołaj Esterhazy, discendente da un ramo collaterale dei principi di Galantha.